# Disco 2000
«Disco 2000» — песня британской группы Pulp с их студийного альбома 1995 года Different Class.
Также вышла отдельным синглом. (Это был третий сингл с вышеназванного альбома.)
В 2014 году британский музыкальный журнал New Musical Express поместил песню «Disco 2000» в исполнении группы Pulp на 125 место своего списка «500 величайших песен всех времён».